# Ilocomba perija
Ilocomba perija là một loài nhện trong họ Anyphaenidae.
Loài này thuộc chi Ilocomba. Ilocomba perija được Antonio D. Brescovit miêu tả năm 1997.